# سرآب نیلوفر (کرمانشاه)
سرآب نیلوفر، روستایی از توابع بخش مرکزی شهرستان کرمانشاه در استان کرمانشاه ایران است. دریاچۀ سرآب نیلوفر در این روستا قرار دارد.

## جمعیت
این روستا در دهستان بالادربند قرار دارد و بر اساس سرشماری مرکز آمار ایران در سال ۱۳۸۵، جمعیت آن ۳۹۶ نفر (۹۰ خانوار) بوده‌است.

## سرآب نیلوفر
دریاچۀ سرآب نیلوفر در روستای سرآب نیلوفر و در دامنۀ کوه کماجار واقع شده‌است. این دریاچه از ۲۷ اسفند ۱۳۸۷ در فهرست میراث طبیعی ایران قرار گرفته‌، تا اواسط دههٔ هشتاد مملو از گل‌های نیلوفر آبی بود و در فصول گرم سال غنچه‌ها و برگ‌های آن سر از آب برآورده و قسمت زیادی از آن را می‌پوشاند. اطراف این سرآب تأسیسات رفاهی گردشگری و پارک احداث شده‌است.